# Paepalanthus tenuicaulis
Paepalanthus tenuicaulis är en gräsväxtart som beskrevs av Silveira. Paepalanthus tenuicaulis ingår i släktet Paepalanthus och familjen Eriocaulaceae. Inga underarter finns listade i Catalogue of Life.